# Saint-Révérien
Pour les articles homonymes, voir Saint-Révérien (homonymie).
Saint-Révérien est une commune française située dans le département de la Nièvre, en région Bourgogne-Franche-Comté.
Ses habitants sont appelés les Saint-Révérianais.

## Géographie

### Localisation
La commune de Saint-Révérien est située au cœur du Nivernais, au creux du Val du Beuvron, à une altitude moyenne de 310 mètres. 
Son territoire est recouvert de près d'un tiers par la forêt, composée de chênes, charmes, sapins de Douglas, dont 91 hectares de forêt communale, sous le contrôle de l'ONF depuis la fin du XXe siècle.
La commune est entourée de Champallement, d'ouest au nord, de Neuilly, au nord-est et est, de Vitry-Laché au sud-est, de Moussy, au sud et sud-ouest et de Crux-la-Ville au sud et sud-est.
Via les routes D34 et D958, elle se trouve à 47 kilomètres de Nevers.

### Hydrographie
- le Beuvron ;
- la Vaucreuse, affluent du Beuvron ;
- cours d'eau 01 de Saint-Révérien ;
- cours d'eau 01 de Brèches ;
- cours d'eau 02 de Brèches ;
- cours d'eau 01 des Ombreaux ;
- fossé 01 des Angles ;
- fossé 01 de la Bouille[1].

### Villages, hameaux, lieux-dits, écarts
Les Angles, Brèches, Feuille, la Maison Rouge, Sancenay, les Chaumes de Sancenay, les Ombreaux (lieu-dit à cheval avec la commune de Moussy).

### Climat
Pour des articles plus généraux, voir Climat de la Bourgogne-Franche-Comté et Climat de la Nièvre.
En 2010, le climat de la commune est de type climat des marges montargnardes, selon une étude du Centre national de la recherche scientifique s'appuyant sur une série de données couvrant la période 1971-2000. En 2020, Météo-France publie une typologie des climats de la France métropolitaine dans laquelle la commune est exposée à un climat océanique altéré et est dans la région climatique  Centre et contreforts nord du Massif Central, caractérisée par un air sec en été et un bon ensoleillement.
Pour la période 1971-2000, la température annuelle moyenne est de 10,7 °C, avec une amplitude thermique annuelle de 16,1 °C. Le cumul annuel moyen de précipitations est de 934 mm, avec 13,4 jours de précipitations en janvier et 8,1 jours en juillet. Pour la période 1991-2020, la température moyenne annuelle observée sur la station météorologique de Météo-France la plus proche, « Premery », sur la commune de Prémery à 13 km à vol d'oiseau, est de 11,1 °C et le cumul annuel moyen de précipitations est de 911,1 mm. 
La température maximale relevée sur cette station est de 40,5 °C, atteinte le 11 août 2003 ; la température minimale est de −15,1 °C, atteinte le 26 janvier 2007,,.
Les paramètres climatiques de la commune ont été estimés pour le milieu du siècle (2041-2070) selon différents scénarios d'émission de gaz à effet de serre à partir des nouvelles projections climatiques de référence DRIAS-2020. Ils sont consultables sur un site dédié publié par Météo-France en novembre 2022.

## Urbanisme

### Typologie
Au 1er janvier 2024, Saint-Révérien est catégorisée commune rurale à habitat très dispersé, selon la nouvelle grille communale de densité à sept niveaux définie par l'Insee en 2022.
Elle est située hors unité urbaine et hors attraction des villes,.

### Occupation des sols
L'occupation des sols de la commune, telle qu'elle ressort de la base de données européenne d’occupation biophysique des sols Corine Land Cover (CLC), est marquée par l'importance des territoires agricoles (63,8 % en 2018), une proportion identique à celle de 1990 (63,8 %). La répartition détaillée en 2018 est la suivante :
prairies (46,1 %), forêts (34,5 %), terres arables (12,7 %), zones agricoles hétérogènes (5 %), zones urbanisées (1,3 %), eaux continentales (0,3 %), milieux à végétation arbustive et/ou herbacée (0,1 %). L'évolution de l’occupation des sols de la commune et de ses infrastructures peut être observée sur les différentes représentations cartographiques du territoire : la carte de Cassini (XVIIIe siècle), la carte d'état-major (1820-1866) et les cartes ou photos aériennes de l'IGN pour la période actuelle (1950 à aujourd'hui).

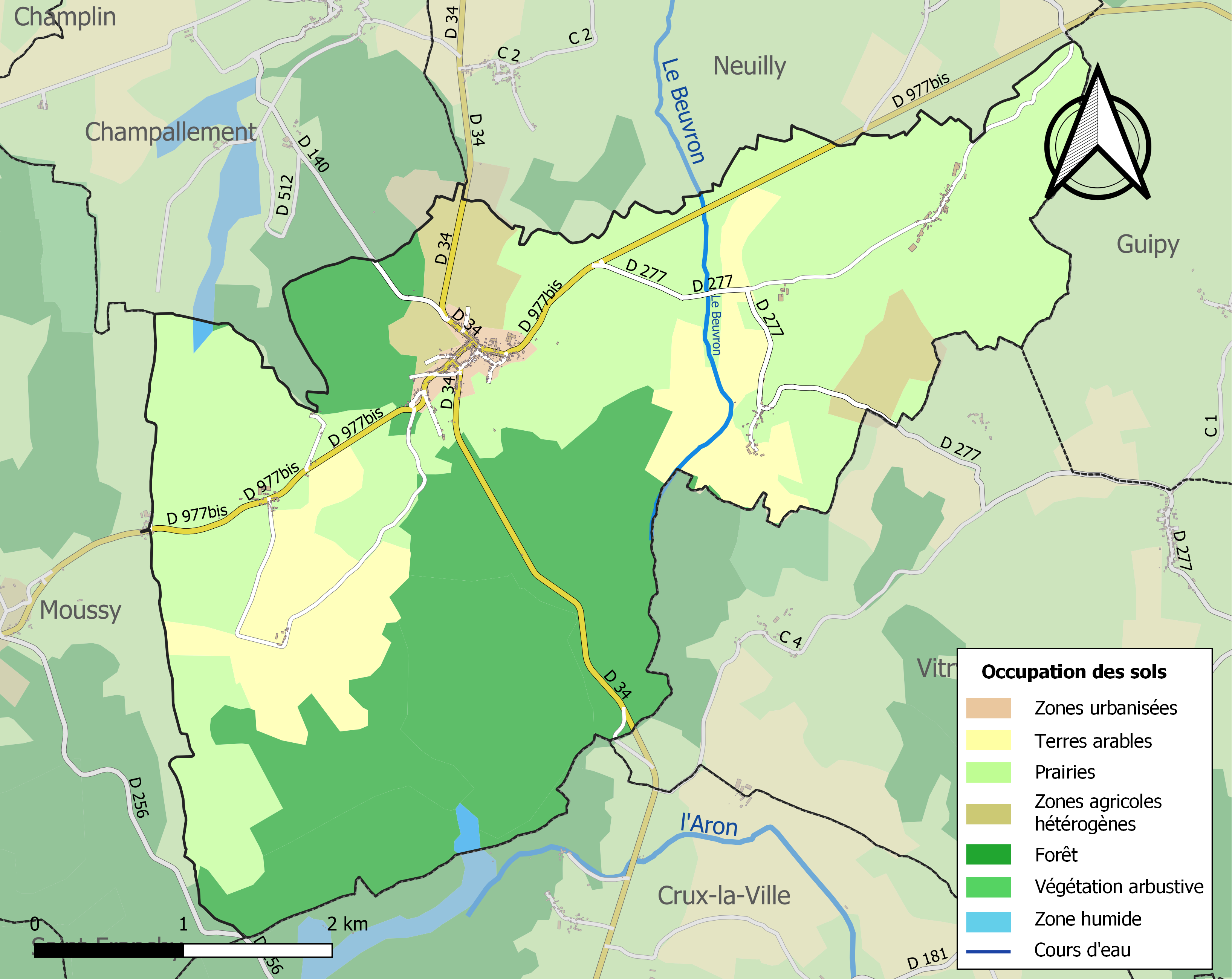
Carte des infrastructures et de l'occupation des sols de la commune en 2018 (CLC).

## Toponymie
L'origine du nom de la commune provient de Reverianus, missionnaire venu de Rome et installé à Autun pendant les persécutions d’Aurélien. Accompagné d’un prêtre (Paul) et de dix autres compagnons, ils sont envoyés évangéliser le Nivernais à la fin du IIIe siècle. Sur ordre de l'empereur, les douze hommes auraient été décapités à Nevers en 274, à l'emplacement de l'ancienne abbaye Notre-Dame, ou à Compierre lieu de leur prêche.
La première mention « sérieuse » du lieu remonte au IXe siècle : Cella Sancti-Reveriani (886), Cellam Sancti Reveriani (1055, 1058 et 1075), Sanctus-Reverianus (1171), Sancto Reveriano (1119, 1171 et 1312).

## Histoire

### Antiquité
Pour un article plus général, voir Champallement.
De l'époque celtique, on a retrouvé au XIXe siècle des dallages en pierres brutes, des haches, des monnaies en plomb, des poteries grossières en noir et brun, antérieures à l'époque romaine.
Sur les communes de Champallement et Saint-Révérien, est créé un vicus sur le site du hameau actuel de Compierre. Cette agglomération gallo-romaine se développe entre les Ier et IVe siècles, sur la voie romaine d'Entrains à Autun.

### Moyen Âge
Dans la tradition, le souvenir de Reverianus et de ses disciples dans la contrée se perpétue : un petit monastère, une cella, s'établit non loin de Compierre. En 886, au moment où se met en place le comté de Nevers, le roi Charles le Gros, retira cet établissement au diocèse d'Autun au profit de celui de Nevers, à la demande du comte Guillaume.
Sans que l'on connaisse les raisons et la date de cet événement, la cellam Sancti Reveriani, intègre le temporel de l'abbaye de Cluny au XIe siècle (première mention en 1055). Le monastère est ensuite érigé en prieuré conventuel (présence de douze moines autour d'un prieur) et est rattaché directement à l'abbaye mâconaise (l'abbé nomme le prieur). L'église prieurale est construite au XIIe siècle tout comme, probablement, les bâtiments conventuels (réfectoire, dortoir, salle du chapitre, logis…) organisés autour d'un cloître.
Le prieuré est puissant, il possède de nombreux biens dans les environs (bois, terres, prés, moulins, étangs…) ainsi que deux annexes (de grands domaines) le prieuré de Chevannes-sous-Montaron et la maison de Diennes. Le prieur est seigneur du bourg avec droit de basse, moyenne et haute justice, il nomme aux cures de Champallement, Chevannes-sous-Montaron, Diennes, Chazeuil, Dompierre, Beaulieu, Neuilly, Billy, Rix, Ouagne et Cuncy-lès-Varzy. L'aristocratie locale et comtale lui font plusieurs donations au cours de la période médiévale. De plus, plusieurs membres de la famille de Champallement se font enterrer dans la prieurale.
Le prieuré, les moines et les habitants sont plusieurs fois victimes de pillages et d'exactions (en 1343, 1360 et 1423).

### Époque moderne
À la suite des difficultés de la fin du Moyen Âge (guerres, épidémies, crises frumentaires, avènement de la commende), le poids et le prestige du prieuré de Saint-Révérien sont moindres. Le nombre de moines institué à l'origine, diminue au point qu'on n'en trouve que deux, trois ou quatre au cours des XVIIe et XVIIIe siècles. Ces religieux vivent tant bien que mal au milieu de bâtiments mal entretenus, dont certains sont en ruine (sauf le logis du prieur).
Fragilisée par un manque d'entretien, l'église est victime d'un incendie en 1723 qui emporte son clocher et sa nef. La prieurale est restaurée en 1725-1726 mais de manière sommaire. À la Révolution, il ne reste plus que deux moines, Dom Admirat et Dom Périnet.

### Époque contemporaine
Pendant la Révolution, la commune change de nom, elle devient Brutus-le-Bourg. L'église devient un Temple de la Raison, où des cérémonies organisées par la municipalité singent le culte catholique. Jeanne Droit, une jeune fille de quatorze printemps va présider celle de 1793, son charme fera succomber le maire qui l'épousera.
Après la Révolution, la commune prospère grâce à l'élevage de charolais, à l'artisanat, à l'exploitation des carrières de grès et au flottage du bois.
Très mal reconstruit en 1725-1726, le clocher de l'église s'effondre au début du XIXe siècle. Cette dernière est alors très largement restaurée à partir de 1833. Un nouveau clocher-porche est ajouté en 1838. En 1840, la nef est reconstruite « à l'identique » et le chœur est classé Monument Historique. La nouvelle église est achevée en 1898 avec la sculpture des chapiteaux de la nef.

## Politique et administration
| Période                                  | Période | Identité                  | Étiquette | Qualité              |
| ---------------------------------------- | ------- | ------------------------- | --------- | -------------------- |
| 1801                                     | 1815    | Jean Cornu                |           |                      |
| 1815                                     | 1816    | Jean Fleury               |           |                      |
| 1817                                     | 1826    | Claude Mansoy             |           |                      |
| 1826                                     | 1834    | Michel Desfossé           |           |                      |
| 1835                                     | 1846    | Claude Masoy              |           |                      |
| 1846                                     | 1873    | Antoine Michel Buissière  |           |                      |
| 1873                                     | 1878    | Charles Gabriel Jouanin   |           |                      |
| 1878                                     | 1879    | Charles Goguelat          |           |                      |
| 1879                                     | 1884    | Jean Baptiste Trameçon    |           |                      |
| 1884                                     | 1900    | Jean Adolphe Renault      |           |                      |
| 1900                                     | 1912    | Laurent Bernard           |           |                      |
| 1912                                     | 1915    | Jean Baptiste Tribalat    |           |                      |
| 1915                                     | 1919    | Antoine Dagonneau         |           |                      |
| 1919                                     | 1925    | Georges Alexandre Laurent |           |                      |
| 1925                                     | 1935    | Georges Morlé             |           |                      |
| 1935                                     | 1937    | Pierre Montaron           |           |                      |
| 1937                                     | 1947    | Rémy Michel               |           |                      |
| 1947                                     | 1959    | Raoul Dagonneau           |           |                      |
| 1959                                     | 1965    | Louis Bussière            |           |                      |
| 1965                                     | 1976    | Paul Thionnet             |           |                      |
| 1976                                     | 1977    | Georges Dagonneau         |           |                      |
| 1977                                     | 1989    | Odette Vincent            |           |                      |
| 1989                                     | 1999    | Rémy Dufour               |           |                      |
| 1999                                     | 2014    | Paul Nandrot              |           | Agriculteur retraité |
| 2014                                     | 2020    | Joël Save                 |           |                      |
| 2020                                     | -       | Dominique Maupou          |           |                      |
| Les données manquantes sont à compléter. |         |                           |           |                      |

## Démographie
L'évolution du nombre d'habitants est connue à travers les recensements de la population effectués dans la commune depuis 1793. Pour les communes de moins de 10 000 habitants, une enquête de recensement portant sur toute la population est réalisée tous les cinq ans, les populations de référence des années intermédiaires étant quant à elles estimées par interpolation ou extrapolation. Pour la commune, le premier recensement exhaustif entrant dans le cadre du nouveau dispositif a été réalisé en 2006.

En 2022, la commune comptait 191 habitants, en évolution de +17,9 % par rapport à 2016 (Nièvre : −3,28 %, France hors Mayotte : +2,11 %).
| 1793 | 1800 | 1806 | 1821 | 1831 | 1836 | 1841 | 1846 | 1851 |
| ---- | ---- | ---- | ---- | ---- | ---- | ---- | ---- | ---- |
| 515  | 376  | 391  | 595  | 705  | 708  | 749  | 829  | 884  |

| 1856 | 1861 | 1866 | 1872 | 1876 | 1881 | 1886 | 1891 | 1896 |
| ---- | ---- | ---- | ---- | ---- | ---- | ---- | ---- | ---- |
| 830  | 882  | 978  | 883  | 865  | 872  | 854  | 818  | 747  |

| 1901 | 1906 | 1911 | 1921 | 1926 | 1931 | 1936 | 1946 | 1954 |
| ---- | ---- | ---- | ---- | ---- | ---- | ---- | ---- | ---- |
| 717  | 728  | 669  | 589  | 594  | 556  | 469  | 504  | 464  |

| 1962 | 1968 | 1975 | 1982 | 1990 | 1999 | 2006 | 2011 | 2016 |
| ---- | ---- | ---- | ---- | ---- | ---- | ---- | ---- | ---- |
| 359  | 346  | 321  | 315  | 251  | 230  | 239  | 178  | 162  |

| 2021 | 2022 | - | - | - | - | - | - | - |
| ---- | ---- | - | - | - | - | - | - | - |
| 181  | 191  | - | - | - | - | - | - | - |

## Culture locale et patrimoine

### Lieux et monuments

#### Église de Saint-Révérien,XIIe,XVIIIeetXIXesiècles,Classée MH(1840)[25]
Consacrée à saint Révérien, elle recèle de remarquables chapiteaux et dalles funéraires, ainsi que des fresques des XIIIe, XIVe et XVIe siècles. Elle est détruite par un incendie en 1723 et reconstruite en 1726. La voussure supportant un bas-relief du XIIe siècle, en pierre sculpté, représentant deux anges, située à la partie supérieure du portail. Ouverte tous les jours.

#### Ancien logis du prieur,XVIe,XVIIIeetXIXesiècles
Corps de logis carré du XVIe siècle, à fenêtres en accolade, situé proche de l'église. Fort remanié vers 1780 et à une époque plus moderne, dans lequel on remarque des peintures sacrées et profanes Il est vendu comme bien national à la Révolution puis devient le logement du maire. Aujourd'hui c'est une propriété privée.

#### La fontaine sacrée
Refaite au XXe siècle. D'après la tradition locale, c'est saint Révérien qui l'aurait fait jaillir. Elle fait l'objet d'un pèlerinage qui perdura jusqu'au XIXe siècle. À nouveau d'après la tradition locale, son eau possèderait des vertus curatives dans la guérison des maladies du foie et de la rate. Elle ne tarit pas. Restaurée en 2003-2004 par l'Association Présence et inaugurée le 26 mai 2005.

#### Carrières de grès
Elles sont situées sur la route de Champallement, elles ont connu leur heure de gloire, en servant à paver certaines rues de Paris. La pierre extraite sert aussi localement au pavage et à la construction. Ces carrières font l'objet d'une réquisition pendant la Première Guerre mondiale et l'armée y fait travailler des prisonniers allemands. Leur activité cesse en 1925 et il ne reste aujourd'hui que le quai d'embarquement du chemin de fer.

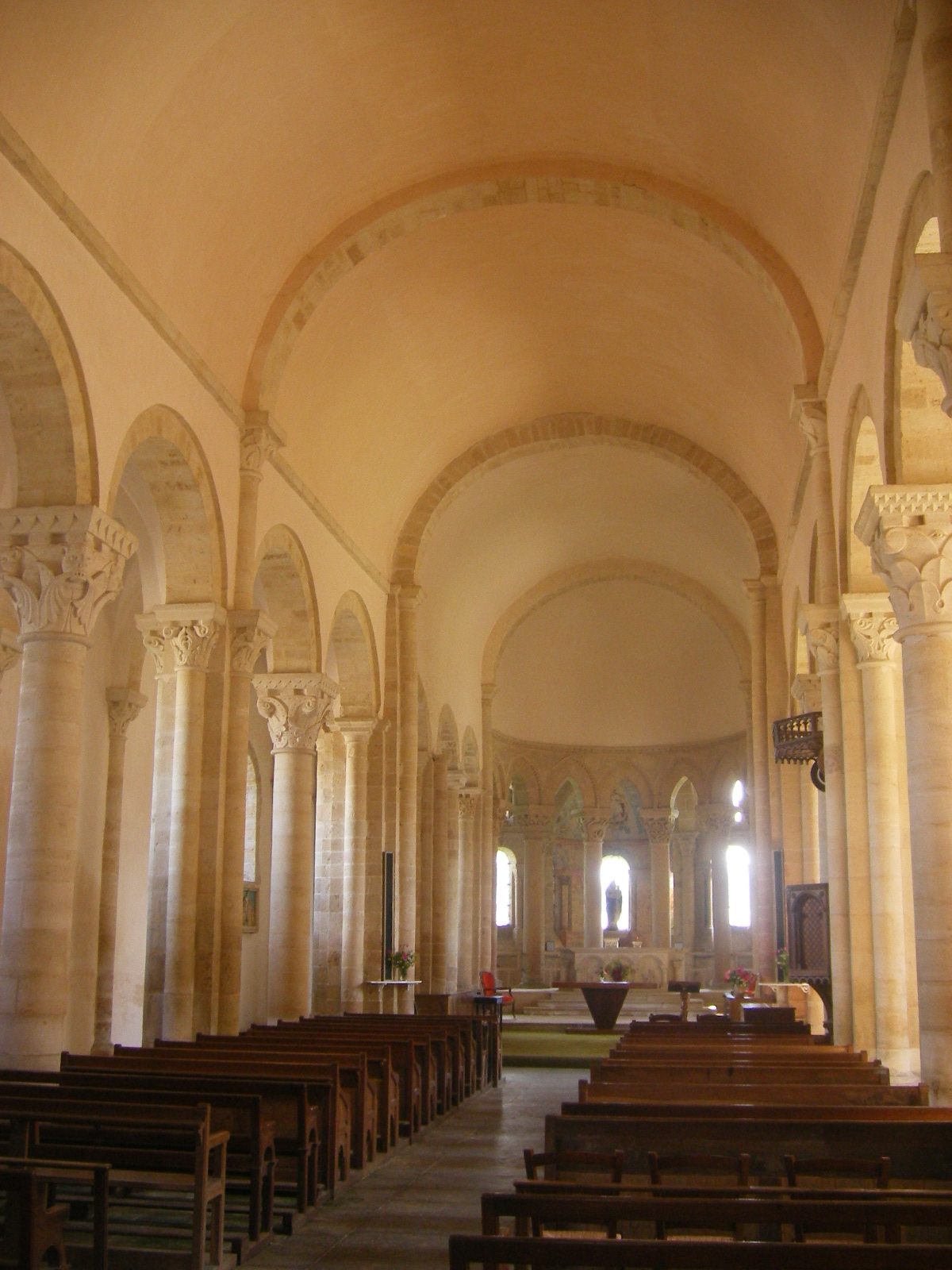
La nef reconstruite aux XVIIIe et XIXe siècles.
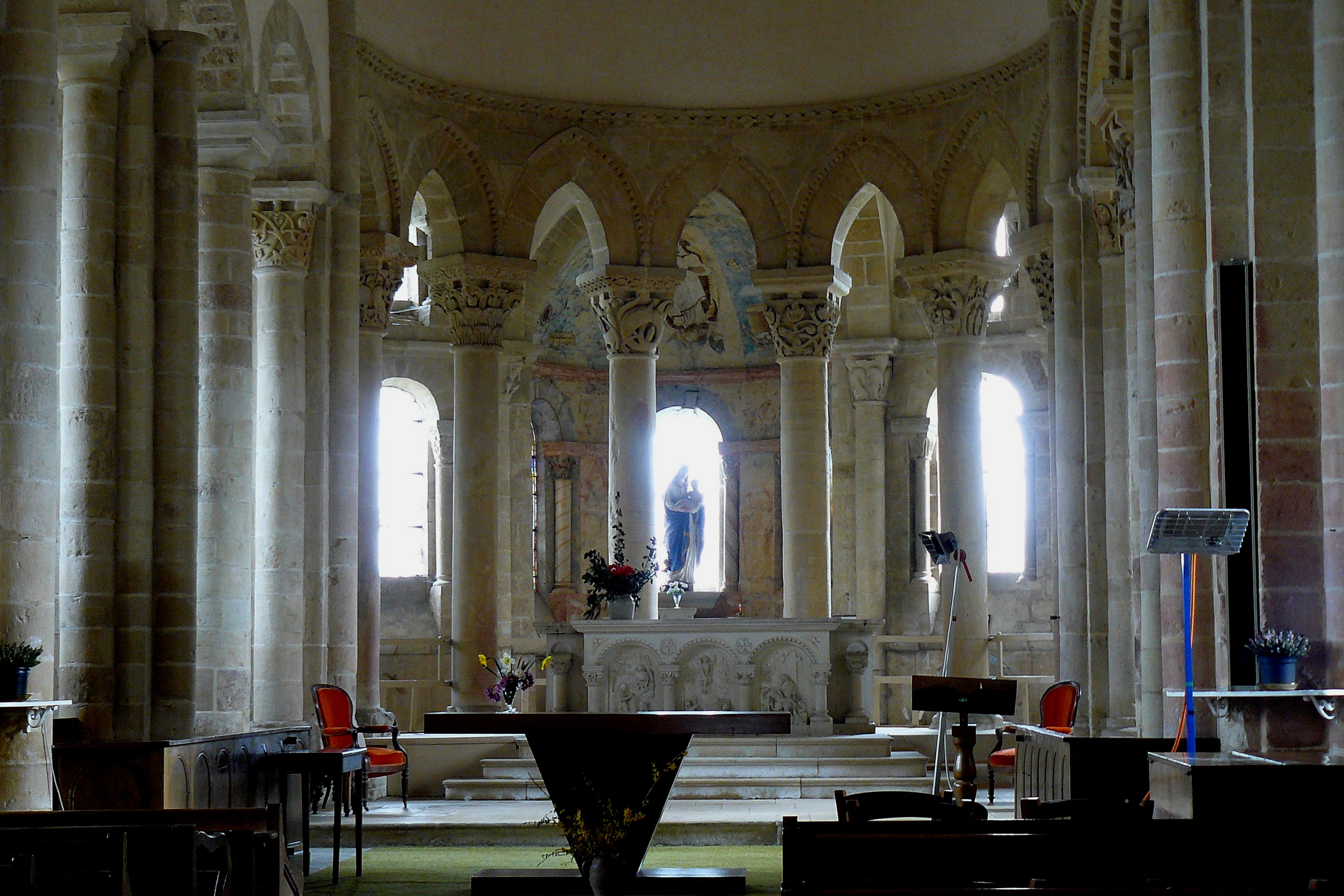
Le chœur et ses chapiteaux du XIIe siècle.
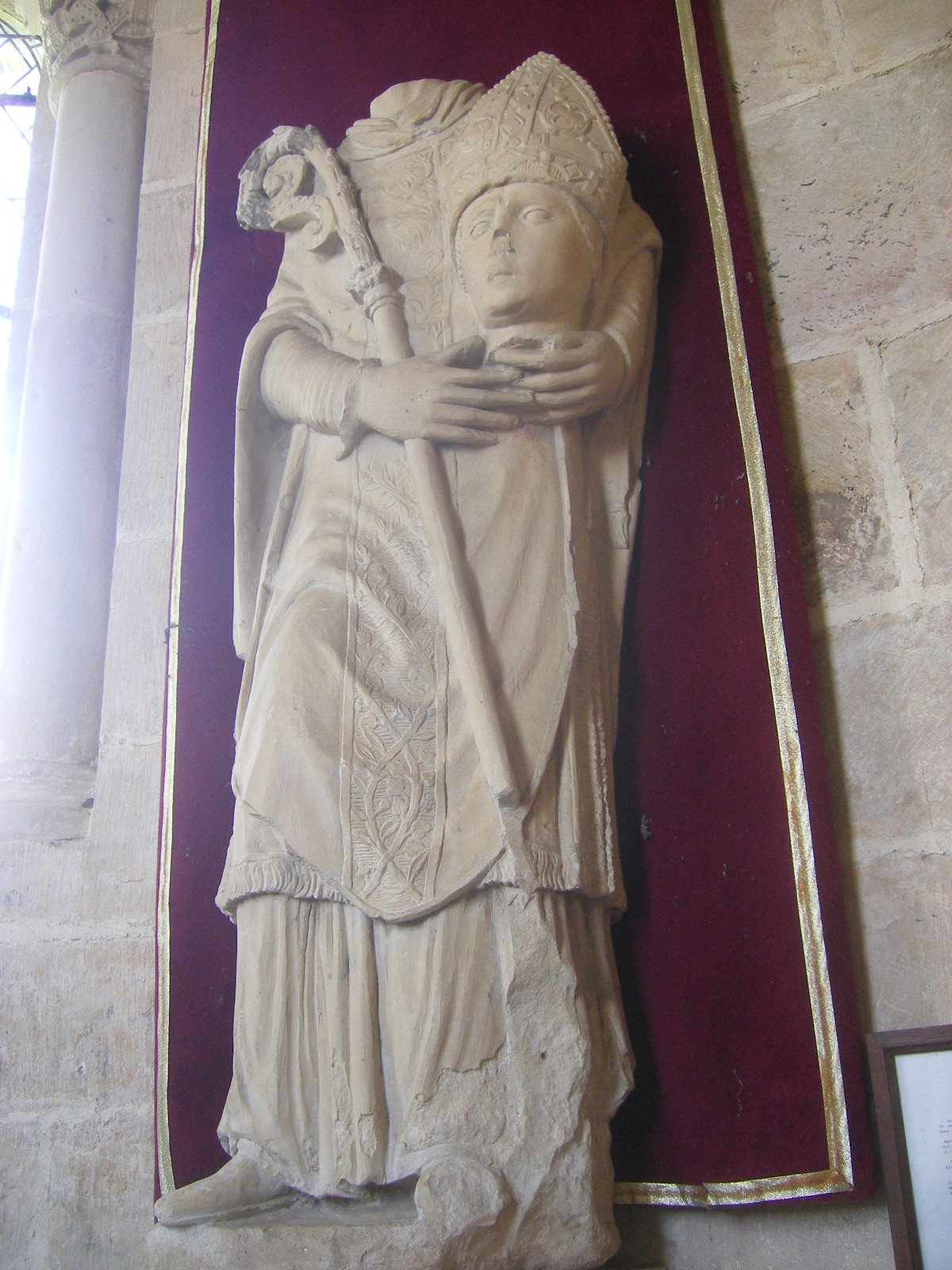
Statue céphalophore de saint Révérien (XVe siècle).
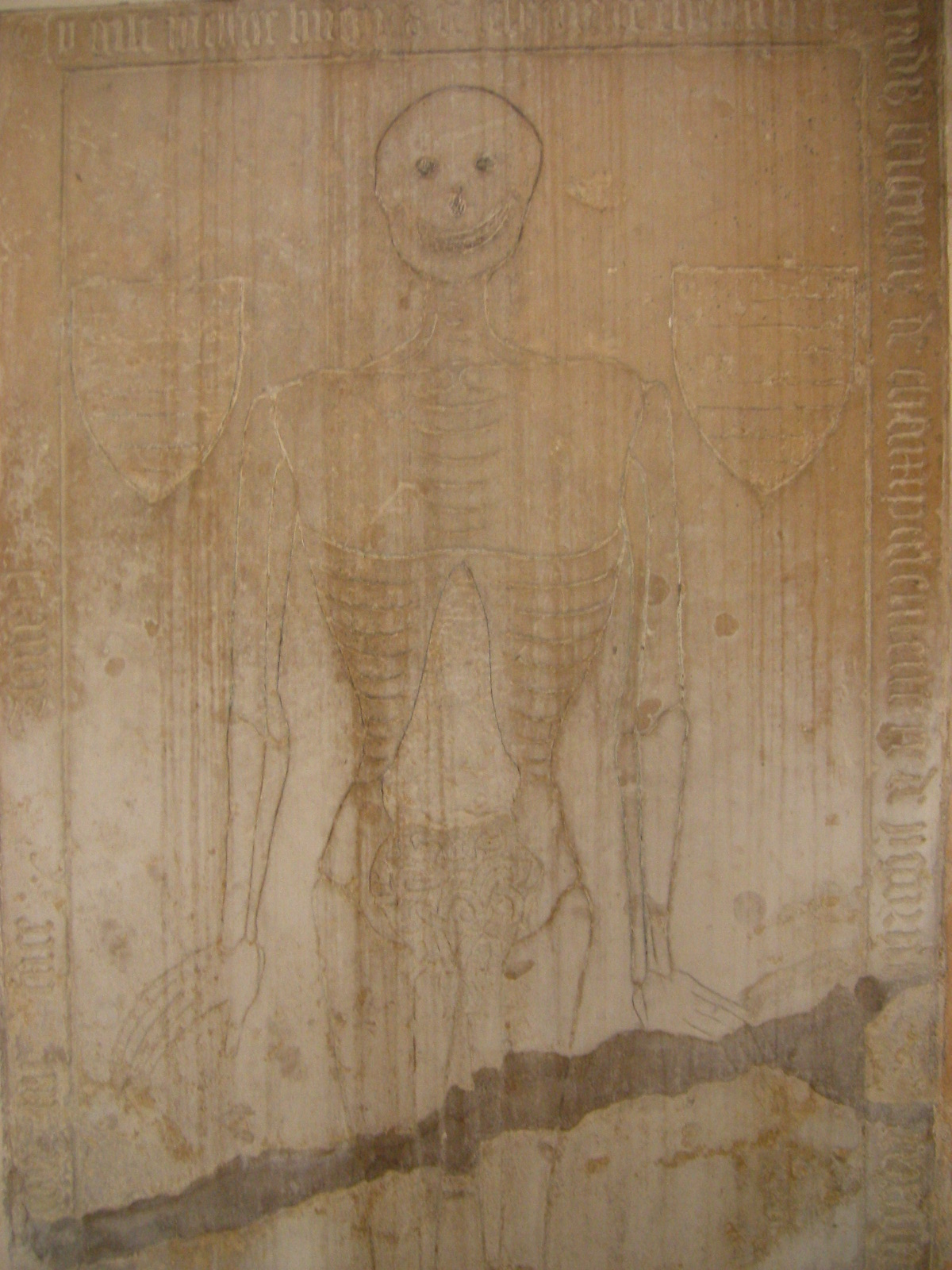
Dalle funéraire d'Hugues de Lespinasse (XVIe siècle).
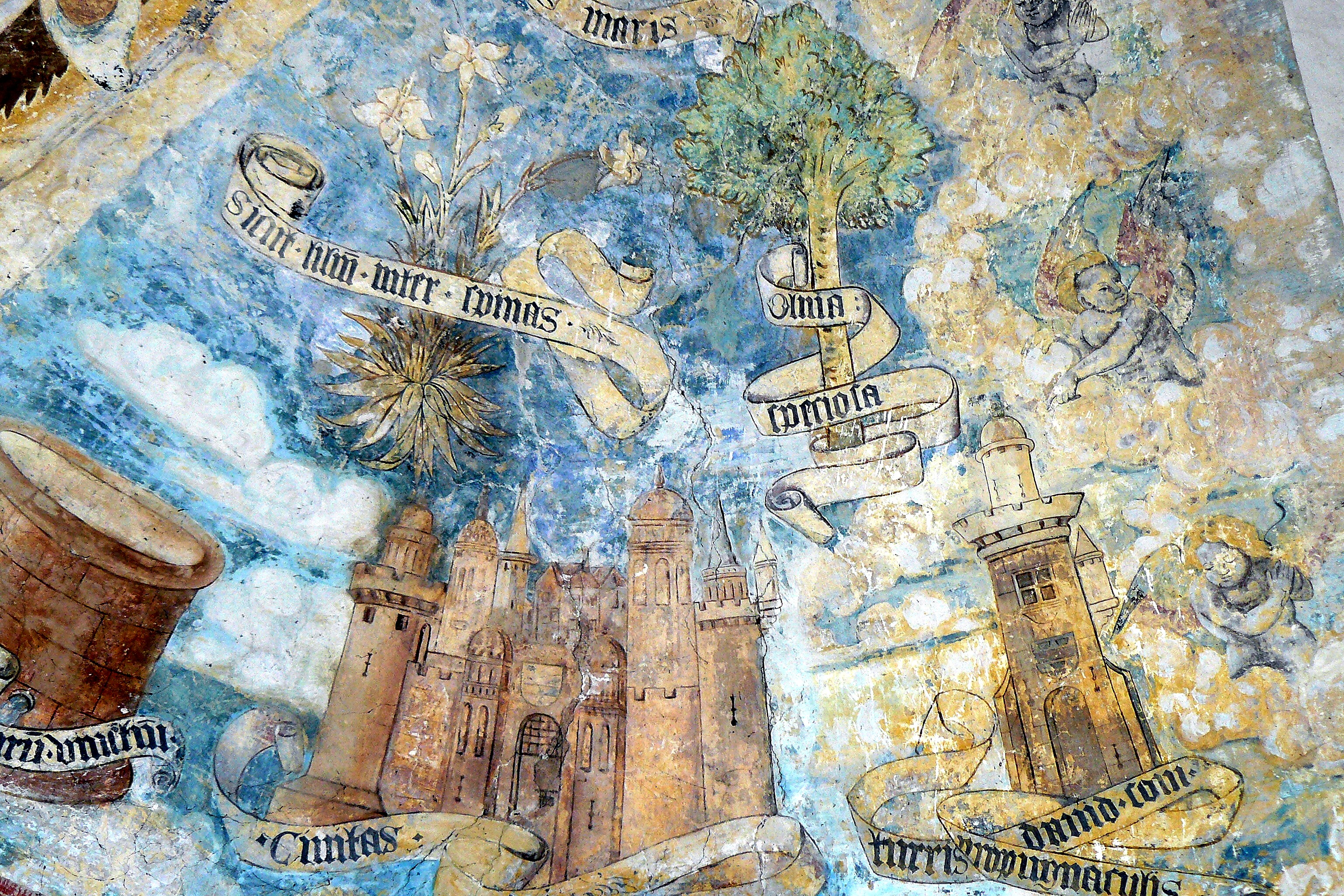
Fragment d'une des fresques de l'abside (XVIe siècle).

### Personnalités liées à la commune
- François Michel (1773-1834), militaire.
- Jean Théodore Fleury (1843-1915), député et préfet, y est né.
- Xavier Jaillard, né à Saint-Révérien le 5 juin 1944, écrivain, metteur en scène et comédien français.

### Héraldique
| Blason de Saint-Révérien | Blason  | D'argent à un mur de pierre au naturel, éboulé à senestre, surmonté au point du chef d'une étoile à huit branches d'or* et en flancs de deux abeilles (mouches) de sable. Devise / CriRévère qui te relève.                   |
| Blason de Saint-Révérien | Détails | * Il y a là non-respect de la règle de contrariété des couleurs : ces armes sont fautives (or sur argent). Blason retrouvé sur un fanion brodé, dont les couleurs ont passé. Le statut officiel du blason reste à déterminer. |